# Fimmvörðuháls

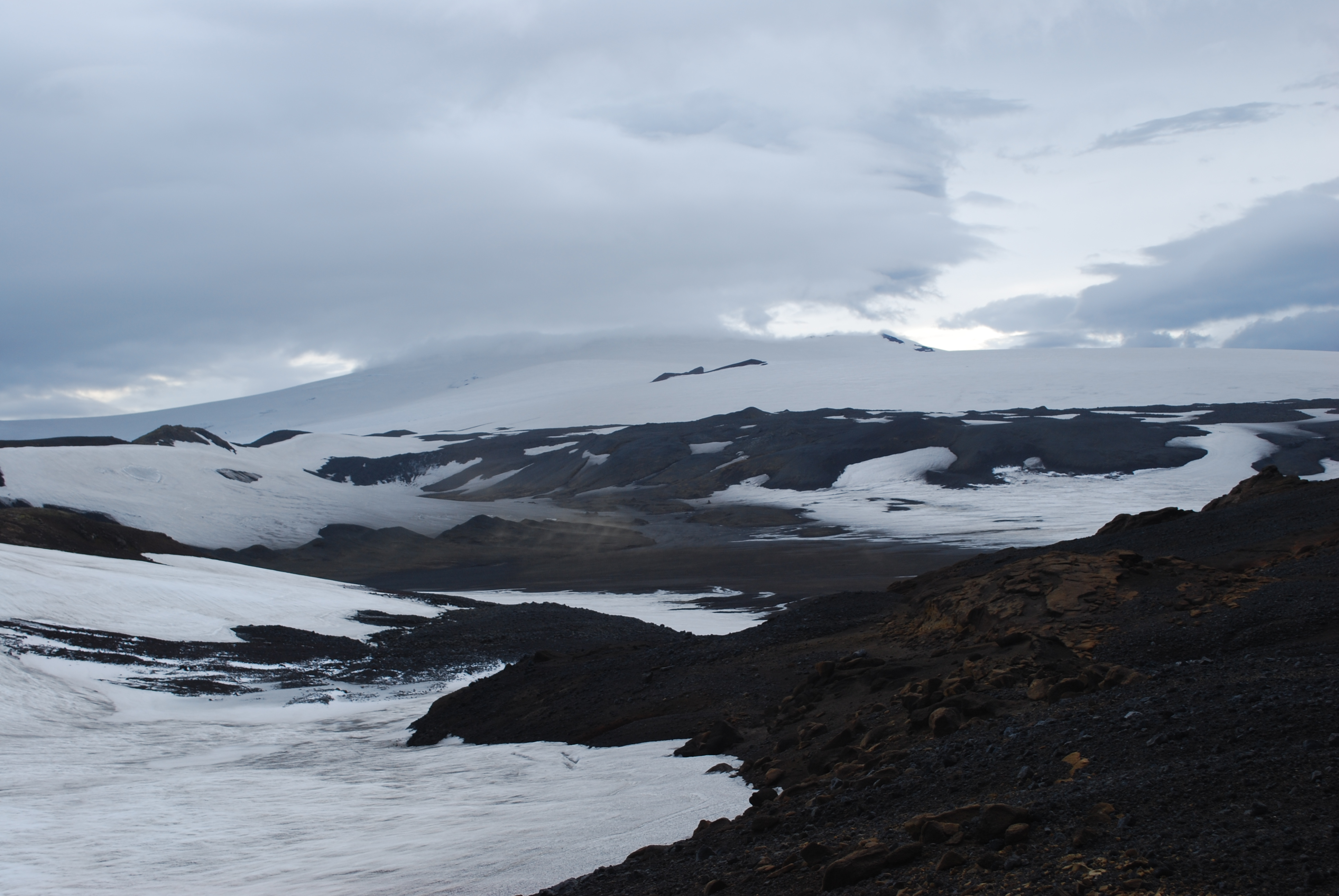
Fimmvörðuháls - pohled na vrcholek Eyjafjallajökull

Fimmvörðuháls je průsmyk mezi ledovci Mýrdalsjökull a Eyjafjallajökull na jihu Islandu.
Průsmyk se nachází ve výšce 1116 m n. m.
Název Fimmvörðuháls lze do češtiny přeložit jako Průsmyk pěti kamenných mužíků nebo Průsmyk pěti mohyl.
Mužíci (mohyly), v islandštině Varða, množné číslo Vörður, se používají jako značení cest a jedná se o
několik kamenů naskládaných na sebe.
Průsmykem prochází jedna z nejpopulárnějších islandských turistických cest spojující Skógar a Þórsmörk.
Prochází kolem mnoha vodopádů řeky Skógá, největší z nich je známý Skógafoss.
Je však přístupná jen od poloviny června do konce srpna.
Cesta je dlouhá 22 kilometrů a její převýšení je 1000 metrů.
Z Þórsmörku můžete po Laugavegur pokračovat do Landmannalaugaru, čímž vytvoříte trasu na čtyři až šest dnů.
Na jižní straně sedla, přibližně uprostřed turistické cesty, se nacházejí dvě vysokohorské chaty. Novější Fimmvörðuskáli spravuje Útivist, jedno z islandských turistických sdružení.
O něco jižněji se nachází starší, zato však větší chata Baldvinsskáli.